# ريتشارد إم. غودوين
ريتشارد إم. غودوين (بالإنجليزية: Richard M. Goodwin)‏ هو رياضياتي واقتصادي أمريكي، ولد في 24 فبراير 1913 في إنديانا في الولايات المتحدة، وتوفي في 13 أغسطس 1996 في سيينا في إيطاليا.